# Äljeklobbarna
Äljeklobbarna är öar i Finland. De ligger i Skärgårdshavet och i kommunen Kimitoön i landskapet Egentliga Finland, i den sydvästra delen av landet. Öarna ligger omkring 53 kilometer söder om Åbo och omkring 150 kilometer väster om Helsingfors.
Arean för den av öarna koordinaterna pekar på är 1,9 hektar och dess största längd är 200 meter i nord-sydlig riktning. Närmaste större samhälle är Dragsfjärd, 13,3 km nordost om Äljeklobbarna.